# Cândești (okręg Ardżesz)
Cândești – wieś w Rumunii, w okręgu Ardżesz, w gminie Albeștii de Muscel. W 2011 roku liczyła 472 mieszkańców.